# مجزرة أضنة

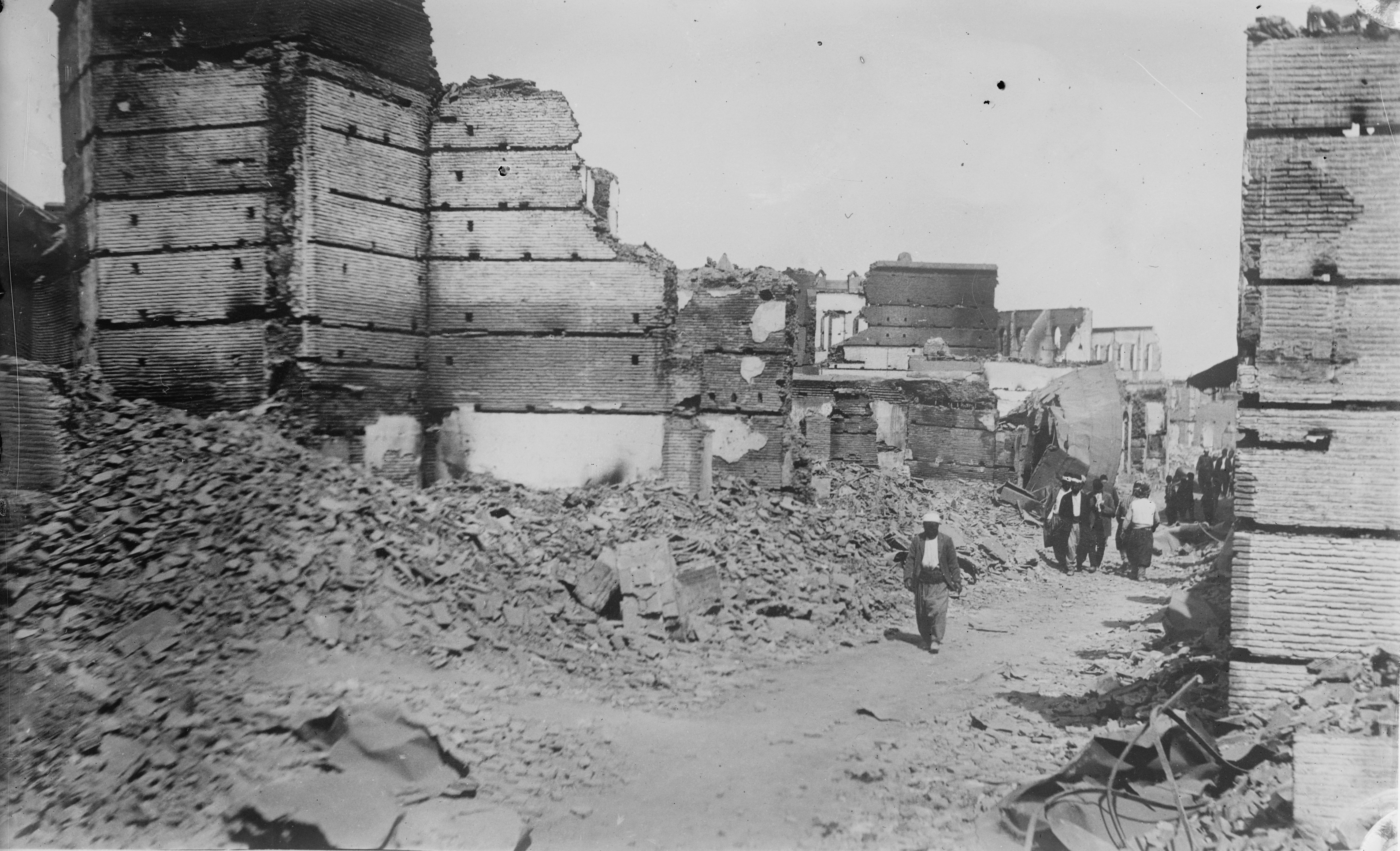
أحد أحياء الأرمن في أضنة بعد المجزرة. صورة من سنة 1909.

مجزرة أضنة مجزرة قامت بها الدولة العثمانية بمساعدة بعض سكان أضنة من الأتراك، بحق السكان الأرمن المسيحيين. أدت المجزرة إلى مقتل ما لا يقل عن 30,000 أرمني من قاطني أضنة وما حولها.
حدثت مقاومة مضادة في أوائل عام 1909، مما أدى في النهاية إلى حادث 31 مارس في 13 أبريل 1909. بعض العناصر العسكرية العثمانية الرجعية، انضم إليها طلاب إسلاميون، والتي هدفت إلى إعادة السيطرة على البلاد إلى السلطان وحكم الشريعة الإسلامية. اندلعت أعمال الشغب والقتال بين القوات الرجعية وقوات جمعية الاتحاد والترقي، إلى أن تمكن جمعية الاتحاد والترقي من إخماد الانتفاضة ومحاكمات قادة المعارضة العسكرية.
في حين أن الحركة استهدفت في البداية حكومة تركيا الفتاة، فقد امتدت إلى مذابح ضد الأرمن الذين كان يُنظر إليهم على أنهم يدعمون إعادة الدستور.:68–69 وشارك حوالي 4,000 مدني وجندي تركي في الهياج. وتشير التقديرات إلى أن عدد الأرمن الذين قتلوا في مجزرة أضنة تتراوح بين 15,000 إلى حوالي 30,000 شخص.:69 وحصلت المجزرة بمساعدة بعض سكان أضنة من الأتراك، بحق السكان الأرمن المسيحيين. أدت المجزرة إلى مقتل ما لا يقل من 20,000 إلى 30,000 أرمني من قاطني أضنة وما حولها.
كانت المجزرة متجذرة في الاختلافات السياسية والاقتصادية والدينية. تم وصف الشريحة الأرمنية من سكان أضنة بأنها «الأغنى والأكثر ازدهارًا»؛ وشمل العنف تدمير «الجرارات وغيرها من المعدات الآلية».

## الخلفية
وصلت حكومة تركيا الفتاة (حركة الشباب الأتراك) إلى السلطة عام 1908 من خلال ثورة بيضاء. في غضون عام، بدأ السكان الأرمن في الإمبراطورية العثمانية، الذين جرى تمكينهم من خلال إقالة عبد الحميد الثاني، في التنظيم السياسي لدعم الحكومة الجديدة، التي وعدت بوضعهم على قدم المساواة مع نظرائهم المسلمين. بعد أن تحملوا منذ فترة طويلة ما عرف بوضع أهل الذمة، وبعد أن عانوا من وحشية وقمع القيادة الحميدية منذ عام 1876، اعتبر الأرمن في قيليقية حكومة تركيا الفتاة الناشئة بمثابة هبة من السماء. مع منح المسيحيين الحق في تسليح أنفسهم وتشكيل مجموعات ذات أهمية سياسية، لم يمض وقت طويل قبل أن يرى الموالون لعبد الحميد، وهم أنفسهم مثقفي النظام الذي ارتكب مذابح الحميدية في تسعينيات القرن التاسع عشر، أن تمكين المسيحيين قادم على حسابهم.
انتزع الانقلاب العثماني المضاد عام 1909 سيطرة العلمانيين الأتراك الشباب على الحكومة، واستعاد عبد الحميد الثاني لفترة وجيزة سلطاته الديكتاتورية. حشد السلطان الدعم الشعبي ضد الأتراك الشباب من خلال تعريف نفسه بالطابع الإسلامي التاريخي للدولة، ومن خلال مناشدة السكان المسلمين الرجعيين بخطاب شعبوي دعا فيه إلى إعادة تطبيق الشريعة الإسلامية تحت راية الخلافة الإسلامية.
أمل العديد من المسيحيين الأرمن في تحقيق المزيد من المساواة بعد الانقلاب على السلطان عبد الحميد الثاني، الذي أطاح برئيس الدولة الإسلامية من السلطة. ومع ذلك، فإن صعود القومية التركية والتصور الشعبي للأرمن بصفتهم كيانًا انفصاليًا يسيطر عليه الأوروبيون ساهم في حقد مهاجميهم.

### الأسباب
وفقًا لأحد المصادر، عندما وصلت أنباء عن تمرد في القسطنطينية (إسطنبول حاليًا) إلى أضنة، انتشرت التكهنات بين السكان المسلمين حول تمرد أرمني وشيك. بحلول 14 أبريل، تعرض الحي الأرمني لهجوم من قبل حشد من المسلمين، وقتل عدة آلاف من الأرمن في الأسابيع التالية.
تؤكد تقارير أخرى أن «المناوشات بين الأرمن والأتراك في 13 أبريل قد أدت إلى أعمال شغب أسفرت عن نهب الأسواق والاعتداءات على الأحياء الأرمنية». بعد يومين قُتل أكثر من 2000 أرمني نتيجة لذلك.
أكد تشارلز دوتي ويلي في تقريره في أغسطس 1909 عن المذبحة، أن «نظرية الثورة المسلحة من جانب الأرمن فقدت مصداقيتها عمومًا لدى الأشخاص الأكثر ذكاءً». أوضح دوتي ويلي أنه لا يمكن القول بأن الانتفاضة حدثت دون حشد القوات العسكرية، أو دون أي جهد للاستفادة من مختلف المعاقل المتاحة، وعلى أي حال فعدد الأرمن جعل انتصار «الجيش العثماني النظامي عليهم أمرًا سهلًا». وأضاف «ما كانوا ليتركوا أبناءهم وإخوانهم منتشرين على نطاق واسع في أنحاء المقاطعة للحصاد دون أسلحة، ودون أي أمل في الهروب». أثناء أفول الإمبراطورية العثمانية، اعتقِد أيضًا أن الأرمن كانوا هدفًا بسبب ثروتهم النسبية، ونزاعاتهم مع الضرائب الإمبراطورية.

تناول تقرير صادر عن القائم بأعمال نائب القنصل البريطاني في قونية ومرسين الرائد تشارلز دوتي ويلي «أسباب المجزرة». استبعد المؤرخ فهاكن دادريان من هذه التقرير النص التالي:
لقد وجد الأتراك، السادة على مدى قرون، في المساواة مع المسيحيين عقبة كبيرة... نما الاستياء بين أساتذة الإسلام العنيفين. وهل أعداء الله هم أعداء الإسلام؟ 
واحتفى عبد الحميد، في هذا السياق، بحسب دوتي ويلي، لأنه «وضع أسلوب المجازر». من التقرير نفسه، أكد عالم السياسة التركي كاموران غورون أن الحق في حمل السلاح تسبب في انتشاره. ولكن، «الأسوأ من ذلك»، على حد تعبير دوتي ويلي:
إن تبجح الأرمني الحامل للسلاح ولسانه الجاهز أثار حفيظة المسلمين العثمانيين الجاهلين. وتواصلت التهديدات والشتائم من الجانبين. حث بعض القادة الأرمن والمندوبين من القسطنطينية والكهنة (الكاهن الأرميني في طريقه إلى الاستبداد) أتباعهم على شراء الأسلحة. حدث ذلك علانية، وبصورة غير حكيمة، وفي بعض الحالات، يمكن أن يقال بشكل شرير. ما الذي يمكن أن نفكر فيه عن واعظ، أرمني روسي، في كنيسة في هذه المدينة حيث لم تحدث مجزرة قط، يعظ بالانتقام لشهداء عام 1895؟ كان الأمر سيان بالنسبة له مع دستور أو دونه. قال: «الانتقام. القتل من أجل القتل. وشراء الأسلحة. مسلم عثماني مقابل كل أرمني قُتل عام 1895».